# Sean Lim Zi Qing
Sean Lim Zi Qing (ur. 1993) – singapurski lekkoatleta, tyczkarz.
Wielokrotny rekordzista kraju.

## Rekordy życiowe
- Skok o tyczce – 5,01 (2014) rekord Singapuru